# Naomie Too
Naomie Too, née le 24 avril 1992, est une joueuse kényane de beach-volley.

## Carrière
Avec Gaudencia Makokha, elle est médaillée de bronze aux Jeux africains de plage de 2019 à Sal (Cap-Vert) et médaillée d'argent des Jeux africains de 2019 à Rabat.